# Linia kolejowa Lohr – Wertheim
Ostspessartbahn – dawna jednotorowa i niezelektryfikowana linia kolejowa w Niemczech. Biegła od Lohr w Bawarii wzdłuż doliny Menu na wschodzie masywu gór Spessartu do Wertheim w kraju związkowym Badenia-Wirtembergia. Została w dużej mierze zdemontowana.